# Jacques Santer
Jacques Santer (Wasserbillig, Luksemburg 18. svibnja 1937.) je luksemburški političar koji je obnašao dužnost devetog predsjednika Europske komisije od 1995. do 1999. Bio je na funkciji ministra financija Luksemburga od 1979. do 1989., a od 1984. do 1995. bio je dvadeseti luksemburški premijer izabran na listi Kršćanske socijalne narodne stranke, vodeće stranke luksemburškog parlamenta od 1979. godine. Kao premijer Luksemburga vodio je također pregovore o Jedinstvenog europskog akta, koji je u praksi stavio u drugi plan dvadesetogodišnju praksu uvedenu Luksemburškim kompromisom.

## Karijera
Jacques Santer je diplomirao 1959. godine na Pariškom institutu za političke studije i doktorirao pravo 1961. Od 1972. do 1974. bio je mlađi ministar u vladi, a od 1979. do 1984. obnašao je funkciju ministra financija, ministra rada i ministra socijalne sigurnosti u koalicijskoj vladi između Kršćanske socijalne narodne stranke (CSV) i liberalne Demokratske stranke Luksemburga na čelu s Pierreom Wernerom.
Nakon općih izbora u Luksemburgu 1984., Pierre Werner se povlači s funkcije premijera i općenito iz političkog života, a Santer postaje novi premijer. Zajedno sa strankom CSV uključuje u novu koaliciju Luksemburška socijalistička radnička stranka (LSAP), koja se pokazala kao druga najveća stranka u tom mandatu nakon CSV i prije Demokratske stranke. Koalicija CSV/LSAP trajala je do 1999.

### Predsjedništvo Europske komisije
Santer postaje deveti Predsjednik Europske komisije 1995. kao kompromisni izbor između Ujedinjenog Kraljevstva Francusko-njemačke alijanse, nakon što je britanski premijer John Major uložio veto na francusko-njemačkog kandidata Jeana-Luca Dehaenea. Europski parlament je jedva ratificirao Santerov izbor na funkciju zbog velikih tenzija u vezi procesa izbora predsjednika Europske komisije.
Iste je godine, 1995., bio prvi dobitnik Nagrade Europska vizija.
Navodi o korupciji pojedinih povjerenika EU-a doveli su do istrage administrativnih propusta (nesposobnost i nesavjesnost) takozvanog Odbora neovisnih stručnjaka. Unatoč razrješenju većine povjerenika, u izvješću se navodi da nisu pronašli niti jednu osobu koja pokazuje i najmanji osjećaj odgovornosti. Budući da su inkriminirani povjerenici odbili dati ostavku, a predsjednik Europske komisije nije imao moć otpustiti pojedine povjerenike, Santer i cijelo njegovo povjerenstvo dali su ostavku 15. ožujka 1999., na sam dan objave izvještaja. Kako bi Komisija do kraja mandata imala samo pola godine, Jacquesa Santera je privremeno zamijenio potpredsjednik Manuel Marín.

### Kasnije funkcije
Od 1999. do 2004., Jacques Santer je bio član Europskog parlamenta. Bio je također u nadzornom odboru financijskog holdinga General Mediterranean Holdings, čiji je vlasnik britanski financijski poduzetnik iračkog podrijetla Nadhmi Auchi.
Trenutno je počasni predsjednik udruge Group Europe, koja okuplja bivše i trenutne članove Europskog parlamenta i ostale činovnike u širu udrugu Uniju europskih federalista. Jedan je od članova odbora direktora međunarodne izdavačke i produkcijske kuće RTL Grupa.
Dana 23. siječnja 2012., Jacques Santer je izabran kao šef odbora Special Purpose Investment Vehicle (SPIV), koji je osmišljen kao pojačanje financijske moći Europskog fonda za financijsku stabilnost, fonda za reakciju na krize eurozone.
U svibnju 2013., postao je članom SME Europe, službene organizacije za promicanje poduzetništva Europske pučke stranke.